# Max4
A Max4 a Network4 csoport elsősorban hölgyeket célzó általános szórakoztató csatornája, amely 2023. február 1-én indult. Ezen a csatornán közvetítik a PDC European Tour mérkőzéseit.
A csatorna hangja Nemes Takách Kata, reklámidejét az Atmedia értékesíti. A többi Network4-es csatornához hasonlóan ugyanitt is a francia korhatár-karikákat használja a csatorna, attól függetlenül Luxemburgra lett bejegyezve.
Megjegyzés a Network 4 sajátos korhatár-rendszeréről: a luxemburgi médiahatóság az időintervallumok betartása mellett rugalmasan működik és például a francia szervezettel együttműködve engedélyezett a francia karikák használata. Ellenben az RTL kábelplatformja a magyar karikákat használja és az azonos bejegyzés ellenére ez több különbséget is szül. A 16-os karika esetében a Network 4 a luxemburgi 20 órás kezdést használja, ám az RTL a magyar 16-os karikát 21 órához igazítja.

## Története
A csatorna logóját 2022. szeptember 22-én védették le a Szellemi Tulajdon Nemzeti Hivatalánál.
2022. december 30-án megkezdődött a csatorna tesztadása, hivatalosan 2023. február 1-én 14:15-kor indult a Guldenburgok örökségével.

## Elérhetősége
A csatorna elsőként a One kínálatában volt elérhető. Március 1-én a Magyar Telekom, március 14-én a PR-Telecom, március 27-én az Antenna Digital, április 1-től a Vidanet és Tarr Kft. kínálatába is bekerült. A Magyar Telekom és a PR-Telecom kínálatában HD-ben is elérhető. 2023. október 2-tól a Direct One kínálatában is elérhető.

### Közvetlen műholdas vétel
- Műhold: Thor 5, nyugati 1 fok
- Frekvencia: 12,130 GHz
- Polarizáció: horizontális
- Szimbólumsebesség: 28000
- FEC érték: 7/8
- Moduláció: QPSK, DVB-S
- Képtömörítés: MPEG2
- Hang: MPEG
- Kódolás: Nagravision 3 (1802, 1880)

## Műsorstruktúra

### Sorozatok
| Műsor címe                          | Eredeti cím                | Korhatár                                   |
| ----------------------------------- | -------------------------- | ------------------------------------------ |
| 800 szó                             | 800 Words                  | Tizenkét éven aluliak számára nem ajánlott |
| A betolakodó                        | La intrusa                 | Tizenkét éven aluliak számára nem ajánlott |
| A Guldenburgok öröksége             | Das Erbe der Guldenburgs   | Tizenkét éven aluliak számára nem ajánlott |
| A rossz kislány csínytevései        | Travesuras de la Nina Mala | Tizenkét éven aluliak számára nem ajánlott |
| Az álmok szigete                    | Insel der Träume           | Tizenkét éven aluliak számára nem ajánlott |
| Agatha Christie: Poirot             | Agatha Christie's Poirot   | Tizenkét éven aluliak számára nem ajánlott |
| Angela nővér nyomoz                 | Che Dio ci aiuti           | Tizenkét éven aluliak számára nem ajánlott |
| Anya, az állatorvos                 | Tierärztin Dr. Mertens     | Tizenkét éven aluliak számára nem ajánlott |
| Bűbájos boszorkák                   | Charmed                    | Tizenkét éven aluliak számára nem ajánlott |
| Doyle és Doyle - Ketten bevetésen   | Republic of Doyle          | Tizenkét éven aluliak számára nem ajánlott |
| Einstein rejtélyei                  | Einstein Mysteries         | Tizenkét éven aluliak számára nem ajánlott |
| Felújít-lak                         | House Rules                | Tizenkét éven aluliak számára nem ajánlott |
| Frankie Drake rejtélyek             | Frankie Drake Mysteries    | Tizenkét éven aluliak számára nem ajánlott |
| Galileo                             | Galileo                    | Tizenkét éven aluliak számára nem ajánlott |
| Grantchester bűnei                  | Grantchester               | Tizenhat éven aluliak számára nem ajánlott |
| Harry Wild                          | Harry Wild                 | Tizenkét éven aluliak számára nem ajánlott |
| Hetedik mennyország                 | 7th Heaven                 | Tizenkét éven aluliak számára nem ajánlott |
| Klinika - Új generáció              | Die jungen Arzte           | Tizenkét éven aluliak számára nem ajánlott |
| Kórház a város szélén               | Nemocnice na kraji města   | Tizenkét éven aluliak számára nem ajánlott |
| Lena Lorenz - Szülésznő az Alpokban | Lena Lorenz                | Tizenkét éven aluliak számára nem ajánlott |
| Marimar                             | Marimar                    | Tizenkét éven aluliak számára nem ajánlott |
| Melrose Place                       | Melrose Place              | Tizenkét éven aluliak számára nem ajánlott |
| Murdoch nyomozó rejtélyei           | Murdoch Mysteries          | Tizenkét éven aluliak számára nem ajánlott |
| Nyomozás Velencében                 | Donna Leon                 | Tizenkét éven aluliak számára nem ajánlott |
| PajtaKult                           | PajtaKult                  | Tizenkét éven aluliak számára nem ajánlott |
| Paradicsom szálló                   | Hotel Paradies             | Tizenkét éven aluliak számára nem ajánlott |
| Parányi varázslat                   | Good Witch                 | Tizenkét éven aluliak számára nem ajánlott |
| Rózsák háborúja                     | Gullerin Savasi            | Tizenkét éven aluliak számára nem ajánlott |
| Sherlock Holmes                     | Sherlock Holmes            | Tizenkét éven aluliak számára nem ajánlott |
| Szerelmek Cabóban                   | Cabo                       | Tizenkét éven aluliak számára nem ajánlott |
| Titkok és szerelmek a Garda-tónál   | Eine Liebe am Gardasee     | Tizenkét éven aluliak számára nem ajánlott |
| Veszett ügyek                       | Rake                       | Tizenhat éven aluliak számára nem ajánlott |
| Végzetes szerelmek                  | 50 Ways to Kill Your Lover | Tizenhat éven aluliak számára nem ajánlott |

### Sportműsorok
| Műsor címe                                | Korhatár                      |
| ----------------------------------------- | ----------------------------- |
| Angol első osztályú labdarúgó-bajnokságok | Korhatár nélkül megtekinthető |
| Angol másodosztályú labdarúgó-bajnokságok | Korhatár nélkül megtekinthető |
| ATP                                       | Korhatár nélkül megtekinthető |
| Darts-turnéversenyek                      | Korhatár nélkül megtekinthető |
| IndyCar autóversenyek                     | Korhatár nélkül megtekinthető |
| NASCAR autóversenyek                      | Korhatár nélkül megtekinthető |
| Német első osztályú labdarúgó-bajnokságok | Korhatár nélkül megtekinthető |
| Német másodosztályú labdarúgó-bajnokságok | Korhatár nélkül megtekinthető |
| NFL futballmeccsek                        | Korhatár nélkül megtekinthető |
| NHL jégkorongversenyek                    | Korhatár nélkül megtekinthető |
| Olasz első osztályú labdarúgó-bajnokságok | Korhatár nélkül megtekinthető |
| Skót első osztályú labdarúgó-bajnokságok  | Korhatár nélkül megtekinthető |
| Skót másodosztályú labdarúgó-bajnokságok  | Korhatár nélkül megtekinthető |